# Зимовский (Иловлинский район)
Зимовский — хутор в Иловлинском районе Волгоградской области России. Входит в состав Сиротинского сельского поселения.

## География
Расположен на в центральной части региона, в степной зоне, в долине реки Дон, на Донской гряде в южной части Приволжской возвышенности. 

## История
В соответствии с Законом Волгоградской области от 14 марта 2005 года № 1027-ОД «Об установлении границ и наделении статусом Иловлинского района и муниципальных образований в его составе», хутор вошёл в состав образованного Сиротинского сельского поселения. 

## Население
| 2010 |
| ---- |
| 0    |

## Инфраструктура
Было развито личное подсобное хозяйство. 

## Транспорт
Просёлочные дороги. 